# Pieter van Mol

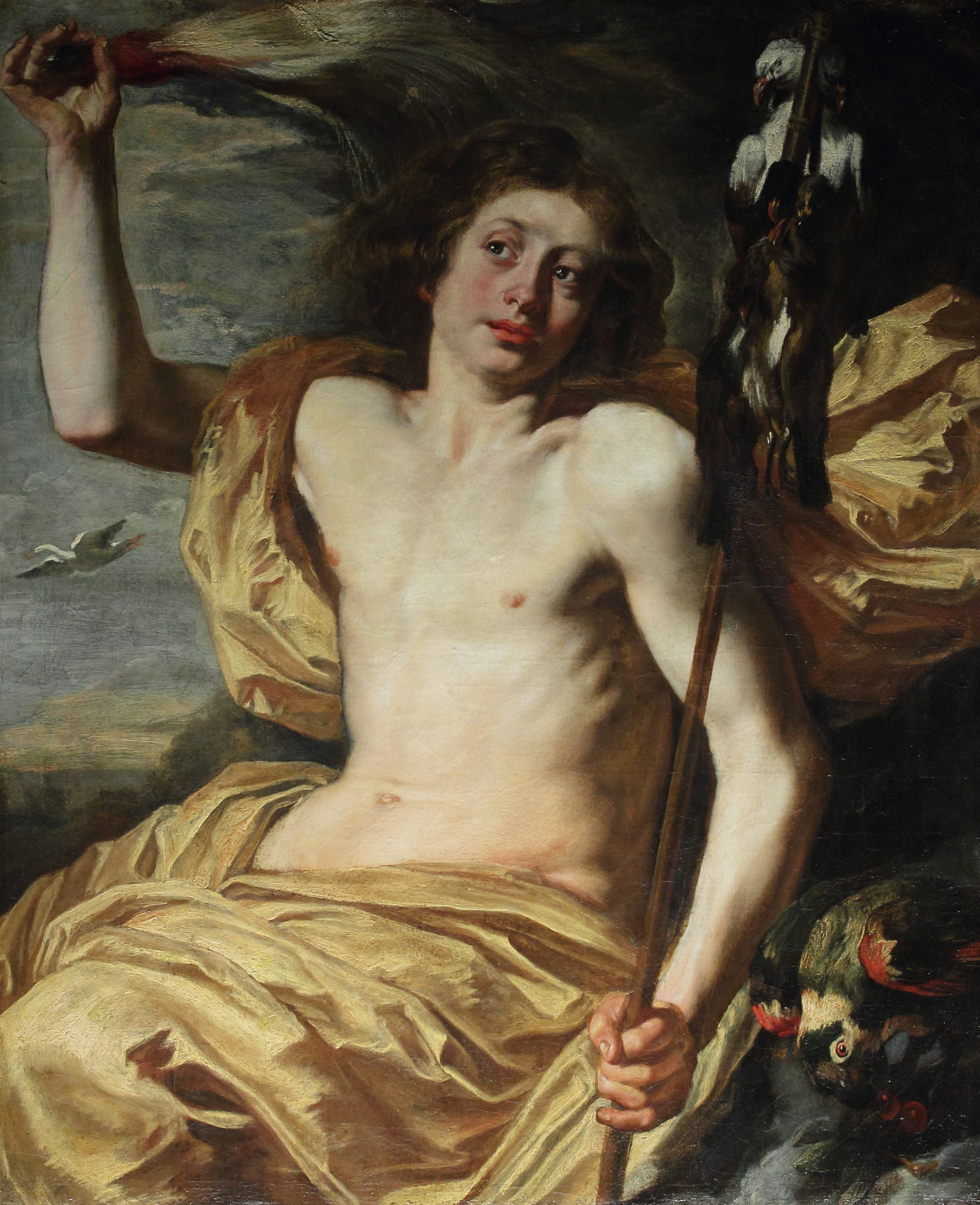
Allégorie de l’Air (v. 1620-1630), musée de Valence (Drôme)

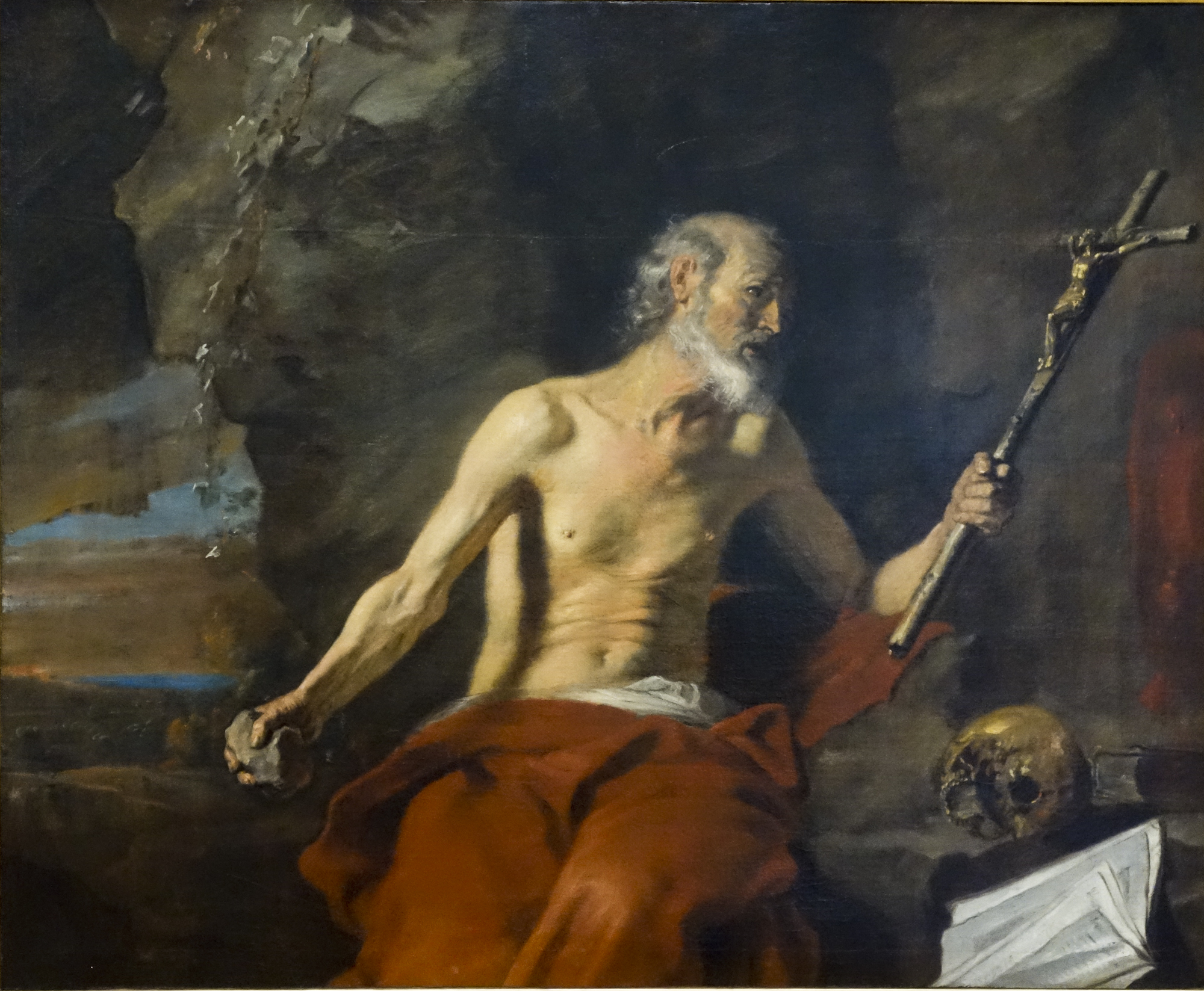
Saint Jérôme en pénitence au Musée d'Art et d'Histoire de Genève

Pieter van Mol est un peintre flamand né à Anvers en 1599 et mort à Paris le 8 avril 1650.

## Biographie
Il commence son apprentissage auprès de Zeger van den Graeve à Anvers en 1611 jusqu'en 1622 où il obtient sa maîtrise à la guilde de Saint-Luc à Anvers. 
En 1631, il s’établit à Paris où il reçoit de nombreuses commandes comme en 1635 celle des fresques de la chapelle du Sacré-Cœur dans l'église des Carmes, mais aussi des commandes de la reine Anne d'Autriche dont il est un des peintres.
En 1640, il épouse Anne Van der Burght (ou Anna Van der Busch) avec qui il eut huit enfants, y compris le futur peintre et graveur Robert Mol.
En 1648, il se regroupe avec d’autres peintres sous l’impulsion du Cardinal Mazarin pour fonder l'Académie royale de peinture et de sculpture qui deviendra l'Académie des Beaux-Arts.
Son style est profondément marqué par Rubens mais on lui attribue aussi l’influence de Abraham Janssens.

## Œuvres

### Chronologie
- 1631 : L'expulsion du convive, au Musée Brukenthal, à Sibiu

### Lieux de conservation
Canada :
- Descente de Croix, au Musée des beaux-arts de Montréal, à Montréal.

 France :
Par ordre alphabétique de lieu de conservation.
- Descente de Croix, à l'église Notre-Dame, à Calais.
- Descente de Croix, Jonchery-sur-Vesle, l'église Saint-Georges abritait une peinture sur toile de Van Mol. Le tableau était classé monument historique, mais il a disparu durant la Première Guerre mondiale[1]
- L'Annonciation, au palais des Beaux-Arts, à Lille.
- Adoration des Bergers, au musée des Beaux-Arts, à Marseille.
- Le Christ déposé de la croix, au musée du Louvre, à Paris[2]
- Jeune homme à la mitre, attribué à van Mol, au musée du Louvre, à Paris.
- La Déposition, huile sur toile, 213 × 151 cm, musée des Beaux-Arts de Reims [3]. Provenance ː saisie révolutionnaire à l'abbatiale Saint-Remi[4].
- Descente de Croix, huile sur toile, 394,5 × 254 cm, musée des Beaux-Arts de Quimper.
- Déploration du Christ, Saint-Cloud, église Saint-Clodoal, provenance ː saisie révolutionnaire à Anvers en 1794[5].
- Allégorie de l'Air, au musée d'Art et d'Archéologie, à Valence.

 Suisse :
- Saint Jérôme en pénitence, huile sur toile, au Musée d'Art et d'Histoire, à Genève.